# 联合国安全理事会第22号决议
《联合国安理会22号决议》是于1947年4月9日在联合国安全理事会第127次会议上通过的。该决议是关于科孚海峡问题的，以8票赞成，2票弃权，1票未投票（英国）通过。
决议审议了英国指控其军舰在科孚海峡遭到阿尔巴尼亚铺设的水雷炸伤一案，建议争端双方将此案提交国际法院进行判决。